# 多叶棘豆
多叶棘豆（学名：Oxytropis myriophylla）是一种豆科植物。这种植物在中国主要分布于东北和华北地区；蒙古、俄罗斯的西伯利亚地区也有。